# Cephalosphaera honshuensis
Cephalosphaera honshuensis är en tvåvingeart som beskrevs av Morakote 1990. Cephalosphaera honshuensis ingår i släktet Cephalosphaera och familjen ögonflugor. Inga underarter finns listade i Catalogue of Life.